# Sé de Viseu
A Sé ou Catedral de Viseu, também designada por Igreja Paroquial de Santa Maria ou Igreja de Nossa Senhora da Assunção, é uma catedral cristã localizada na cidade, no município e no distrito de Viseu, em Portugal.
A Sé de Viseu está classificada como Monumento Nacional desde 1910.

## História e arquitetura
A Sé de Viseu começou a ganhar forma no século XII, em pleno reinado de D. Afonso Henriques, impulsionada pelo bispo D. Odório. Inicia-se então a construção de uma catedral no estilo românico. Apesar de restar muito pouco desta edificação, alguns autores classificaram um capitel, vegetalista, datável dos finais do século XII, bem como um portal lateral (a Sul) do século seguinte — que dá hoje acesso ao claustro — como sendo elementos prováveis do edifício original.
O local onde foi implantada a Sé de Viseu, na Baixa Idade Média, foi alvo de escavações conduzidas por Inês Vaz, junto ao Paço episcopal, que revelariam um primitivo templo, aparentemente de tripla abside, datável da época suevo-visigótica. No processo da Reconquista, terão existido neste lugar dois edifícios episcopais, destacando-se o do século X, altura em que Viseu era considerada a capital do vasto território entre Mondego-e-Douro.
No reinado de D. Dinis, tendo a cidade atingido um período áureo, procede-se a uma renovação profunda do edifício, ainda no século XIII, sob a alçada do bispo D. Egas. No entanto, a Crise de 1383-1385 foi nefasta para as obras, tendo estas estarrecido até depois da crise. Então, sob a alçada do novo bispo D. João Vicente, as obras durariam ainda por muitos anos.

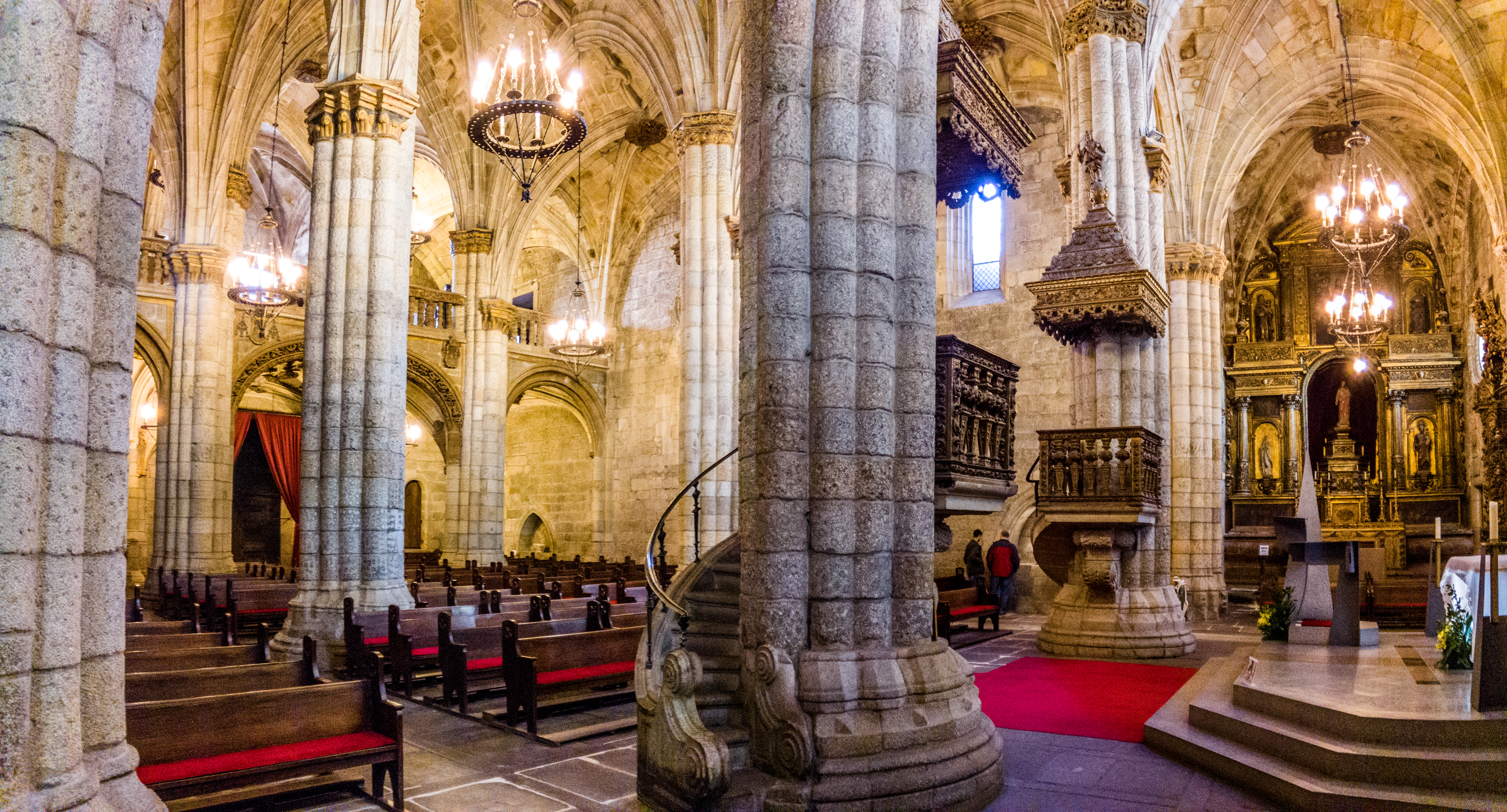
Interior da catedral.

O gótico da Sé viseense seguiu as linhas originais, com um corpo de três naves e três tramos, aproximando-se assim de um estilo românico, mais do que gótico, tipicamente espaçoso. Outra peculiaridade inerente será o facto de que a monumentalidade desta catedral tenha sido obtida pela robustez das suas paredes-muralhas. 
No período manuelino, a Sé viseense viria a absorver intervenções de grande qualidade estética, como as típicas abóbadas das naves. Esta campanha foi obra do bispo D. Diogo Ortiz de Vilhegas e durou uma década apenas, sob a alçada do arquitecto João de Castilho.
Também a acção de D. Miguel da Silva, protector do célebre Grão Vasco e introdutor do Renascimento em Portugal, seria determinante: deve-se a este prelado o claustro renascentista.
Já em plena Idade Moderna, sucederam-se novas obras na Sé, concluídas rapidamente. Em 1635 ruiu uma das torres medievais, arrastando consigo o portal manuelino. A reconstrução da fachada foi bastante limitada, influenciada por uma considerável contenção de despesas.

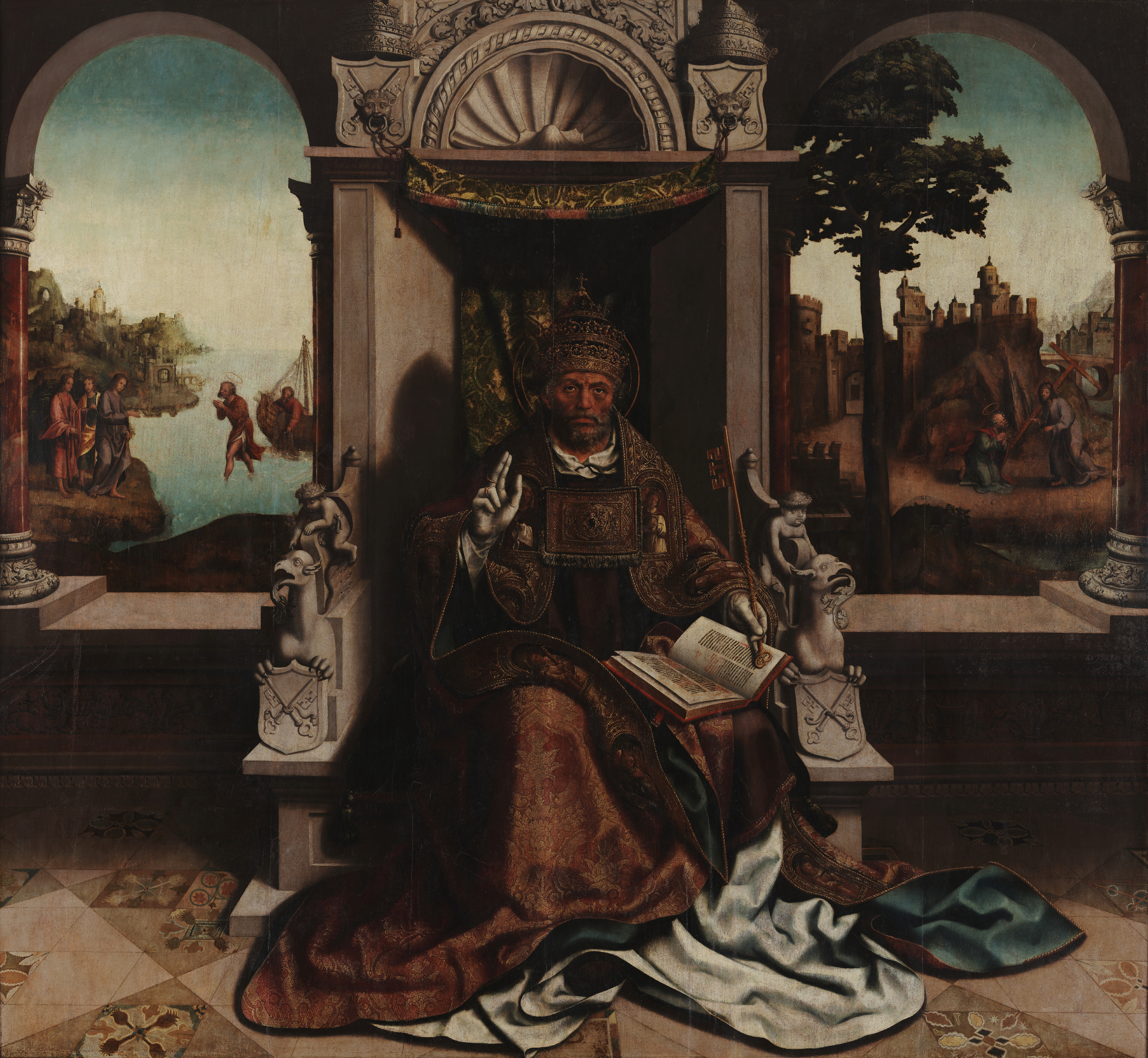
Detalhe do São Pedro pintado por Vasco Fernandes para a Sé de Viseu, hoje no Museu Grão Vasco em Viseu.

O barroco trouxe a este edifício ricas obras de talha, azulejo e pintura. O órgão, retábulo-mor (de concepção atribuída a Santos Pacheco), os painéis em azulejo do claustro e a casa do cabido são exemplos perfeitos, que revelam como esta Sé de Viseu se conseguiu manter actualizada durante as correntes estéticas dominantes do século XVIII.